# Macha Méril
Macha Méril, pseudonimo di Maria-Magdalena Vladimírovna Gagárina (in russo Мари́я-Магдали́на Влади́мировна Гага́рина; Rabat, 3 settembre 1940), è un'attrice e scrittrice francese di origine russa.
Nel cinema ebbe un periodo di particolare notorietà fra gli anni sessanta e settanta, soprattutto quando interpretó la medium Helga Ulmann in Profondo rosso di Dario Argento.
Dagli anni duemila si dedica essenzialmente al teatro di prosa.

## Biografia
Macha Méril nacque a Rabat, nell'allora protettorato francese del Marocco, dal principe russo Vladimir Gagarin e sua cugina Marija Belskij, entrambi rifugiati bianchi. È pronipote dello scrittore russo Vladimir Aleksandrovič Sollogub.
Poco dopo la sua nascita la famiglia si trasferì ad Antibes, nel sud della Francia, dove Vladimir esercitava la professione di agronomo e viticultore. Dopo la morte di costui nel 1947, la madre trasferì la famiglia a Parigi dove Macha proseguì gli studi ginnasiali e partecipò ai corsi di letteratura alla Sorbona, poi interrotti per intraprendere la carriera di attrice.

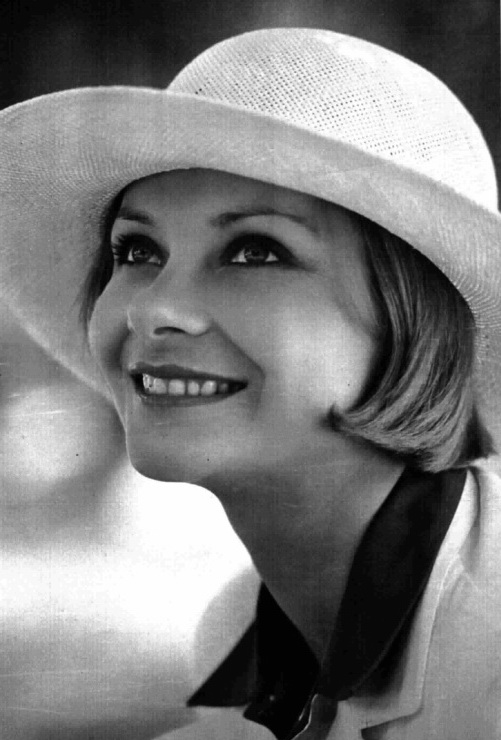
Macha Méril nel 1975

Dal 1960 al 1963 ha frequentato a New York i corsi di recitazione all'Actors Studio. Dopo un ruolo minore in Il segno del leone, del 1959, ottenne nel 1960 la parte di Yvette nel film La mano calda, opera prima di Gérard Oury, a sua volta attore, scenografo e sceneggiatore. Raggiunse il successo cinque anni dopo con la partecipazione al film del 1964 Una donna sposata di Jean-Luc Godard.
Fra i film da lei interpretati e distribuiti sul mercato italiano si segnalano Bella di giorno, L'ultimo giorno di scuola prima delle vacanze di Natale, L'affare Goshenko, L'età della pace, Ride bene... chi ride ultimo, Zuppa di pesce, Perdutamente tuo... mi firmo Macaluso Carmelo fu Giuseppe, L'amore coniugale, Le sciamane, L'ultimo treno della notte e soprattutto Profondo rosso, nel quale resta indimenticabile la sua interpretazione della parapsicologa Helga Ullman.
Nel 1986 ha ricevuto una candidatura ai Premi César per l'interpretazione in Senza tetto né legge (Sans toit ni loi). Vincitrice nel 1965 del Prix Suzanne Bianchetti, nel 2005 ha ricevuto a Puget-Théniers (Alpi Marittime) il premio alla carriera "Reconnaissance des cinéphiles" assegnato dall'associazione "Souvenance de cinéphiles". 
Come scrittrice ha pubblicato romanzi e libri di cucina e di costume. Nel 2003 ha dato alle stampe per le Éditions Albin Michel l'autobiografia Biographie d'un sexe ordinaire - Ma vie vue par mon sexe.
Sostenitrice nel 2002 di Lionel Jospin nelle elezioni presidenziali di Francia, ha partecipato regolarmente per l'emittente radiofonica francese RTL ad una trasmissione intitolata Les Grosses Têtes.

## Vita privata
È madre acquisita dell'attore Gianguido Baldi, figlio del regista italiano Gian Vittorio Baldi, che aveva sposato nel 1969. In seconde nozze è stata sposata con il compositore Michel Legrand, morto nel 2019. 
L'attrice, non appena rimasta vedova, ha fatto collocare la propria lapide nella stessa tomba di Legrand al cimitero di Père-Lachaise a Parigi.

## Filmografia parziale

### Cinema

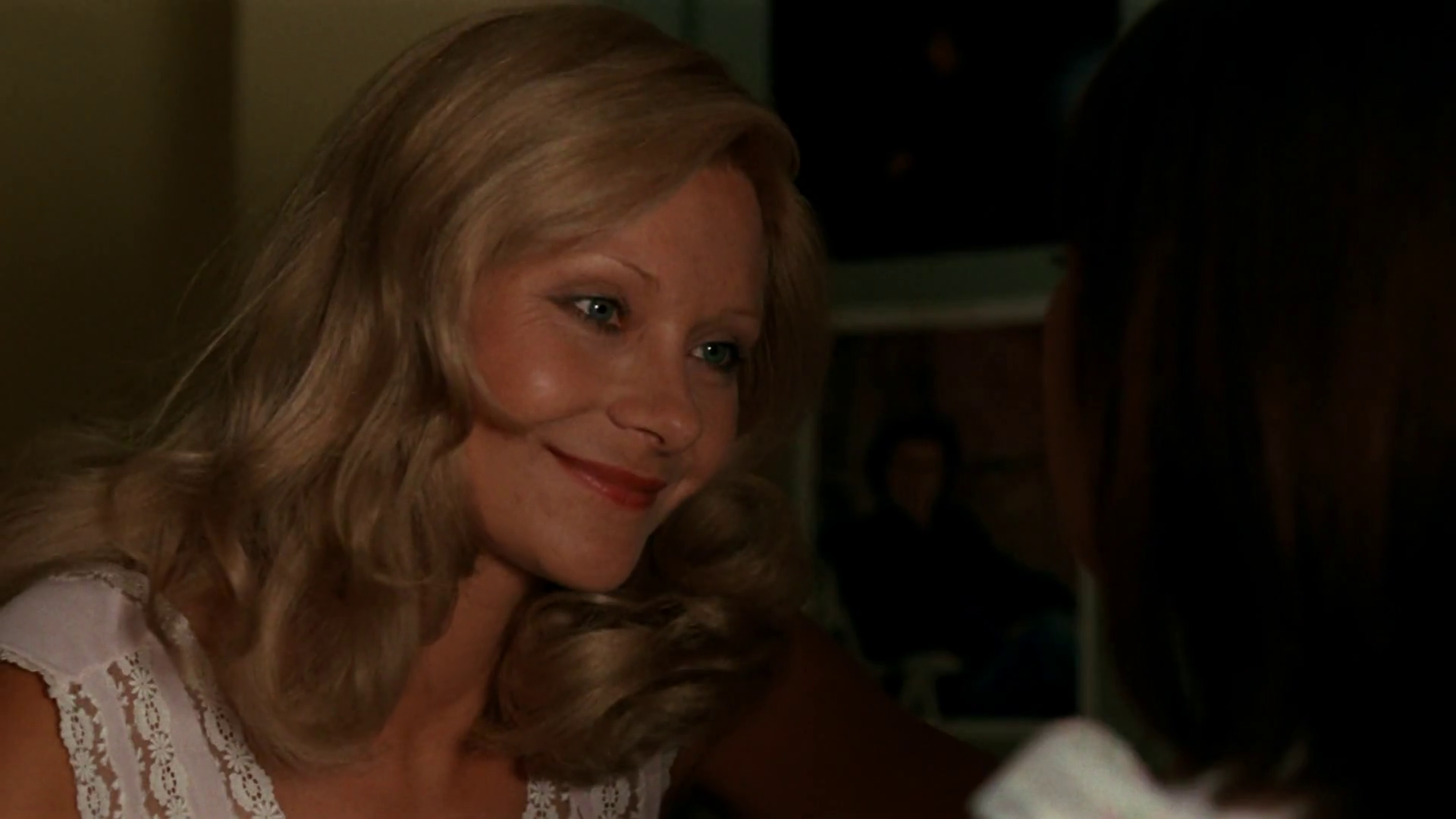
Macha Méril in una scena del film Amore mio non farmi male (1974)

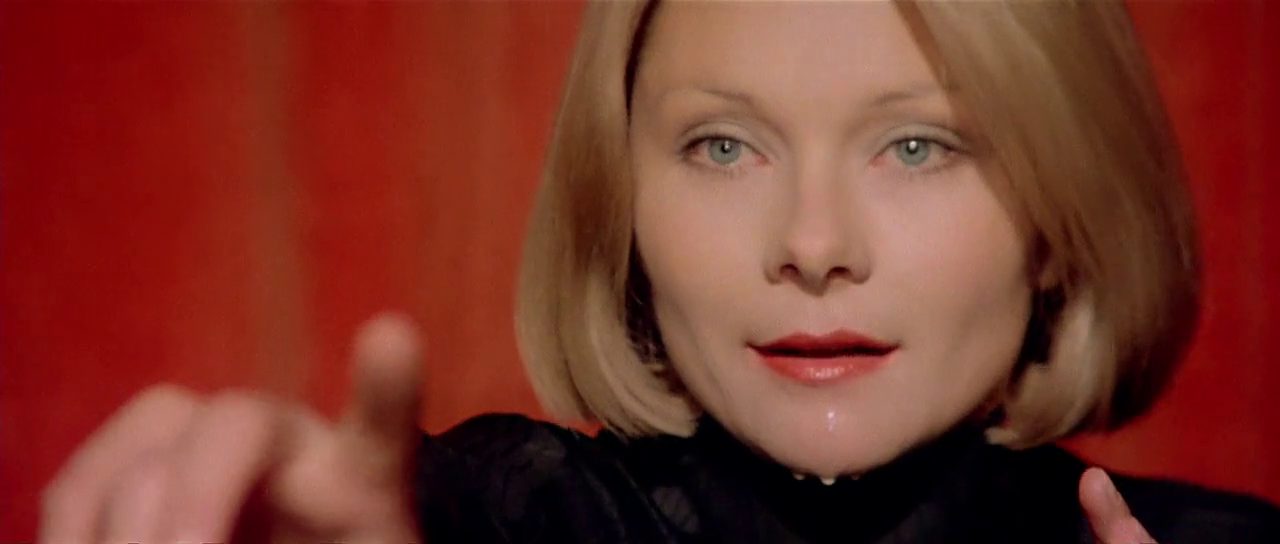
Macha Méril in una scena del film Profondo rosso (1975)

- Il segno del leone (Le Signe du lion), regia di Éric Rohmer (1959)
- La mano calda (La Main chaude), regia di Gérard Oury (1960)
- Le bugie nel mio letto (Adorable Menteuse), regia di Michel Deville (1961)
- Il riposo del guerriero (Le Repos du guerrier), regia di Roger Vadim (1962)
- Confetti al pepe (Dragées au poivre), regia di Jacques Baratier (1963)
- Le 5 mogli dello scapolo (Who's Been Sleeping in My Bed?), regia di Daniel Mann (1963)
- Nel bene e nel male (Françoise ou La vie conjugale), regia di André Cayatte (1964)
- La vita coniugale (Jean-Marc ou La vie conjugale), regia di André Cayatte (1964)
- Una donna sposata (Une Femme mariée), regia di Jean-Luc Godard (1964)
- Danza di guerra per Ringo (Der Ölprinz), regia di Harald Philipp (1965)
- L'affare Goshenko (L'Espion), regia di Raoul Lévy (1966)
- Bella di giorno (Belle de jour), regia di Luis Buñuel (1967)
- Orizzonte rosso (L'Horizon), regia di Jacques Rouffio (1967)
- Ne jouez pas avec les Martiens, regia di Henri Lanoë (1968)
- Au pan coupé, regia di Guy Gilles (1968)
- L'amore coniugale, regia di Dacia Maraini (1970)
- Siamo tutti in libertà provvisoria, regia di Manlio Scarpelli (1971)
- L'amante giovane (Nous ne vieillirons pas ensemble), regia di Maurice Pialat (1972)
- La notte dei fiori, regia di Gian Vittorio Baldi (1972)
- I cinesi a Parigi (Les Chinois à Paris), regia di Jean Yanne (1973)
- Amore mio non farmi male, regia di Vittorio Sindoni (1974)
- Profondo rosso, regia di Dario Argento (1975)
- L'ultimo giorno di scuola prima delle vacanze di Natale, regia di Gian Vittorio Baldi (1975)
- Son tornate a fiorire le rose, regia di Vittorio Sindoni (1975)
- L'ultimo treno della notte, regia di Aldo Lado (1975)
- L'uomo dei venti, regia di Carlo Tuzii (1975)
- L'età della pace, regia di Fabio Carpi (1975)
- Roulette cinese (Chinesisches Roulette), regia di Rainer Werner Fassbinder (1976)
- Perdutamente tuo... mi firmo Macaluso Carmelo fu Giuseppe, regia di Vittorio Sindoni (1976)
- Peccatori di provincia, regia di Tiziano Longo (1976)
- Ride bene... chi ride ultimo, - episodio Prete per forza - regia di Walter Chiari (1977)
- Una donna di seconda mano, regia di Pino Tosini (1977)
- Delirio d'amore, regia di Tonino Ricci (1977)
- Ridendo e scherzando, regia di Marco Aleandri (1978)
- Tanto va la gatta al lardo..., regia di Marco Aleandri (1978)
- Va voir maman, papa travaille, regia di François Leterrier (1978)
- Agenzia matrimoniale A (Robert et Robert), regia di Claude Lelouch (1978)
- Tenere cugine (Tendres Cousines), regia di David Hamilton (1980)
- Ormai sono una donna (Beau-père), regia di Bertrand Blier (1981)
- Bolero (Les Uns et les Autres), regia di Claude Lelouch (1981)
- Mia dolce assassina (Mortelle randonnée), regia di Claude Miller (1983)
- Le Grand Carnaval, regia di Alexandre Arcady (1983)
- In nome dei miei (Au nom de tous les miens), regia di Robert Enrico (1983)
- Les Rois du gag, regia di Claude Zidi (1985)
- Senza tetto né legge (Sans toit ni loi), regia di Agnès Varda (1985)
- Duet for One, regia di Andrej Končalovskij (1986)
- La donna del lago maledetto (La Vouivre), regia di Georges Wilson (1989)
- Una storia semplice, regia di Emidio Greco (1991)
- Tentazione di Venere (Meeting Venus), regia di István Szabó (1991)
- Zuppa di pesce, regia di Fiorella Infascelli (1992)
- Le Fils de Gascogne, regia di Pascal Aubier (1994)
- Berlino '39 (Berlin '39), regia di Sergio Sollima (1994)
- La figlia di un soldato non piange mai (A Soldier's Daughter Never Cries), regia di James Ivory (1998)
- Le sciamane, regia di Anne Riitta Ciccone (2000)
- Per fortuna che ci sei (Un bonheur n'arrive jamais seul), regia di James Huth (2012)
- Un profilo per due (Un profilo pour deux), regia di Stéphane Robelin (2017)

### Televisione
- Route 66 – serie TV, episodio 2x09 (1961)
- La promessa, regia di Alberto Negrin – miniserie TV (1979)
- Morte a passo di valzer, regia di Giovanni Fago – miniserie TV (1981)
- Amore e ghiaccio (Lance et compte) (1986)
- Investigatori d'Italia, regia di Paolo Poeti – miniserie TV (1987)
- Lance et compte II (1988)
- Lance et compte III (1989)
- Doppia visione (Double vision), regia di Robert Knights – film TV (1992)
- Matrimonio rosso sangue regia di Marc Angelo (2016)

## Teatro
- Mademoiselle Julie (La signorina Giulia), di August Strindberg (1962)
- Anfiteatri greci di Sicilia, Il Gattopardo, versione teatrale dal romanzo di Giuseppe Tomasi di Lampedusa, regia di Franco Enriquez (1978)
- Théâtre de la Gaîté-Montparnasse, L'éloignment, di Loleh Bellon, regia di Bernard Murat (1987)
- Théâtre Antoine, Bel-Ami, di Pierre Laville, dal romanzo Bel-Ami di Guy de Maupassant, regia di Didier Long (1987-1988)
- Théâtre de l'Odéon (Théâtre de l'Europe diretto da Giorgio Strehler, La Mouette, di Anton Čechov, regia di Andrei Konchalovski, con Juliette Binoche (1988-1989)
- Château de Montgeoffroy - Festival d'Anjou, L'Anglon, regia di Jean-Luc Tardieu, con Stéphane Freiss (1989)
- Petit Marigny, Fièvre romaine, da Edith Wharton, regia di Simone Benmussa (1993-1994)
- Feu sacré, di Bruno Villien, su testi di George Sand, regia di Simone Benmussa (2001-2008)
- Thèâtre Antoine, L'importance d'être constant (L'importanza di essere onesto), di Oscar Wilde (2006-2008)

## Doppiatrici italiane
- Vittoria Febbi in Peccatori di provincia, Doppia visione, Per fortuna che ci sei
- Rita Savagnone in L'ultimo treno della notte, Perdutamente tuo... mi firmo Macaluso Carmelo fu Giuseppe
- Fiorella Betti in Una donna sposata
- Laura Rizzoli in Bella di giorno
- Livia Giampalmo in Bolero
- Melina Martello in La figlia di un soldato non piange mai

## Libri
- 1965: Journal d'une femme mariée, Deno, fotografie dal film Une femme mariée, testi di Jean-Luc Godard
- 1982: La star, Éditions Bernard Grasset, romanzo
- 1986: Joyeuse pâtes - 150 recettes - "Viva la pasta", Éditions Robert Laffront
- 1994: Moi j'en riz - Le riz mal connu et ses multiples possibilité - 160 recettes, Éditions Robert Laffront
- 1998: J'aime pas - Textes courts et aphorismes. Recenser ce qu'on n'aime pas pour mieux aimer ce qu'on aime, Le Cherche Midi Éditeur
- 1999: Haricots-ci, haricots-là - 170 recettes, Éditions Robert Laffront
- 2000: Love. Baba, Éditions Albin Michel, romanzo
- 2001: Patati, patata, trois petite tours et puis ça va, Éditions Albin Michel, raccolta di articoli pubblicati per una rivista femminile
- 2003: Biographie d'un sexe ordinaire - Ma vie vue par mon sexe, Éditions Albin Michel, autobiografia
- 2004: Colette, quattro episodi più bonus sulla figura di Colette, Doriane films, cofanetto DVD
- 2004: Si je vous disais, Éditions Albin Michel
- 2004-2005: Le mots des hommes, Éditions Albin Michel, romanzo
- 2007: Sur les pas de Colette, Presses de la Renaissance Album, disegni di Philippe Lorin